# 풍야왕
풍야왕(馮野王, ? ~ ?)은 전한 후기의 관료로, 자는 군경(君卿)이며 경조윤 두릉현(杜陵縣) 사람이다. 좌장군 풍봉세의 아들이다.

## 생애
박사(博士)에게서 《시경》을 익혀 통달하였다. 임자로 태자중서자(太子中庶子)가 되었고, 18세 때 스스로 장안령(長安令)에 임명해줄 것을 청원하였다. 선제는 풍야왕의 말을 들어주려 하였으나, 승상 위상이 허락하지 않았다. 이후 당양장(當陽長)·약양령(櫟陽令)·하양령(夏陽令) 등으로 승진하였다.
원제 때에는 농서태수가 되었고, 근무 실적이 좋아 영광 2년(기원전 42년)에 좌풍익으로 승진하였다.
좌풍익의 관할에 있는 지양(池陽) 땅의 현령 병(並)은 탐욕스러운 자였는데, 그는 풍야왕이 나이 어린 외척임을 들어 업신여기고 행실을 고치지 않았다. 풍야왕은 독우 조도(趙都)를 시켜 병의 비리를 조사하여 그가 돈을 횡령한 사실을 적발하였다. 조도의 체포에 저항하던 병은 조도에게 맞아 죽었고, 병의 유가족이 억울함을 호소하여 사건은 정위에게 넘겨졌다. 조도는 스스로 목숨을 끊어 풍야왕의 결백을 주장하였고, 조정에서는 조도의 주장을 믿었다.
건소 2년(기원전 37년), 대홍려로 전임되었다.
경녕 원년(기원전 33년), 어사대부 파연수가 죽었다. 많은 대신들은 후임으로 풍야왕을 추천하였고, 실적 또한 그가 가장 좋았다. 하지만 당시 세도를 부리던 중서령 석현은 풍야왕이 원제의 후궁의 오라비임을 들어 투명성을 논하며 반대하였고, 결국 풍야왕보다 지위가 낮은 태자소부 장담이 어사대부가 되었다. 이에 풍야왕은 한탄하였다.
| “ | 사람들은 (가족 중에 임금이) 총애하는 후궁을 두면 존귀해진다고 하던데, 우리 형제만은 비천해지는구나! | ” |

그 해에 원제가 붕어하고, 성제가 즉위하였다. 하지만 이번에는 풍야왕이 중산효왕의 외척임을 들어 봉록은 늘어나지 못하고 상군태수로 전출되었다.
한편 삭방자사 소육은 성제에게 풍야왕을 조정으로 돌려보낼 것을 상주하였고, 성제 또한 황태자 시절부터 풍야왕을 잘 알고 있었기 때문에, 풍야왕이 병을 핑계로 사직하려 하자 성제는 황하의 제방을 시찰하는 사자로 삼았고, 낭야태수에 임명하였다.
훗날 경조윤 왕장이 성제에게 세도를 부리는 대장군 왕봉 대신 풍야왕을 기용할 것을 진언하였다. 성제 또한 그 계책을 받아들이려 하였으나, 왕장이 죄를 지어 오히려 그가 주살되었다. 풍야왕은 불똥이 자신에 튈 것을 염려하여 병가를 냈고, 석 달 후 처자를 이끌고 고향으로 돌아갔다.
한편 왕봉은 어사중승(御史中丞)으로 하여금 풍야왕이 함부로 임지를 벗어났다고 상주하게 하였다. 이에 두흠이 율령이나 조서에도 맞지 않는 주장임을 들어 반대하였으나, 왕봉은 듣지 않았고 결국 풍야왕은 파면되었다. 이후 태수가 병가를 내어 고향으로 가는 것은 금지되었다.
몇 년 후, 집에서 죽었다. 풍봉세로부터 이어받은 관내후는 아들 풍좌가 이었고, 손자 대에 끊겼다.